# Montlouis-sur-Loire

Montlouis-sur-Loire este o comună în departamentul Indre-et-Loire, Franța. În 1 ianuarie 2022 avea o populație de 11.261 de locuitori.